# Skånland
Skånland este o comună din provincia Troms, Norvegia.